# Христо Иванов (футболист)
Вижте пояснителната страница за други личности с името Христо Иванов.
Христо Иванов (роден на 6 април 1982 г. в Плевен) е български футболист вратар.

## Кариера
Иванов е юноша на Спартак Плевен и дебютира в мъжкия футбол именно в родния си клуб. След това играе във Видима-Раковски, а след това следва трансфер в Локомотив Мездра. През 2010 г. Иванов преминава в Монтана, където става непоклатим на вратарския пост, а през зимата на 2012 приема офертата на Ботев Пловдив и преминава при „канарчетата“.